# 스마타
스마타(일본어: 素股)는 주로 남성의 음경을 여성의 허벅지 사이나, 엉덩이 골, 대음순 사이에 마찰하는 성행위이다. 이른바 정상위의 자세로 서로의 성기가 밀착하는 경우가 대부분이지만 삽입 행위는 존재하지 않기 때문에, 있는 그대로를 의미하는 ‘스’(素)와 가랑이를 의미하는 ‘마타’(股)가 합쳐진 속어이다.
남성과 남성과의 체위는 보통, 허벅지에 서로의 성기를 대고 비비는 행위를 한다.